# Demons of Insanity - Chapter Five
Demons Of Insanity - Chapter Five è il quinto album della band power metal tedesca Metalium, uscito nel 2005

## Tracce
1. Earth In Pain – 1:08
2. Power Of Time – 4:13
3. Demons Of Insanity – 4:29
4. Cyber Horizon – 5:24
5. Ride On – 6:02
6. Endless Believer – 8:06
7. Sky Is Falling – 4:29
8. Destiny – 4:47
9. Mother Earth – 4:12
10. Out Of The Silence – 4:33
11. Atrocity – 3:38
12. Silence Of The Night – 6:02
13. Visions Of Paradise – 4:03
14. One By One – 5:10

## Formazione
- Henning Basse - voce
- Matthias Lange - chitarra
- Michael Ehré - batteria
- Lars Ratz - basso